# Mrs. Hudson
A Senhora Hudson (Mrs. Hudson em inglês) é uma personagem de ficção da literatura do Reino Unido criada pelo médico e escritor escocês Sir Arthur Conan Doyle. É a proprietária da casa de ficção número 221B da Baker Street, onde mora o detetive Sherlock Holmes, protagonista dos romances e contos policiais de Conan Doyle. Holmes divide seus aposentos com o dr. Watson, antes que este se case com Mary Morstan.
A senhoria dos dois solteirões é mencionada pela primeira vez no romance O Signo dos Quatro, embora já seja dona do prédio onde Holmes e o biógrafo do detetive se instalam no romance Um Estudo em Vermelho. Cuida dos aposentos, prepara as refeições, recebe telegramas e encaminha ao detetive os clientes que vêm procurar seus serviços.
Seu nome é mencionado em vários contos: O Carbúnculo Azul, A Faixa Malhada, O Tratado Naval, A Casa Vazia, Os Dançarinos, A Segunda Mancha, Vila Glicínia, O Desaparecimento de Lady Frances Carfax, O Detetive Agonizante, A Pedra Mazarino e Os Três Garridebs. Também aparece no romance O Vale do Terror.
No conto O Tratado Naval, Holmes diz que sua arte culinária é um pouco limitada, mas, como escocesa, ela tem um bom conceito do que seja um café da manhã. Na aventura Pedro Negro, Watson diz que aprecia a excelente refeição da manhã preparada pela sra. Hudson.
Em nenhum conto ou romance Doyle faz sua descrição física ou menciona seu primeiro nome, embora alguns digam que seja Marta, citada em Seu Último Adeus, aventura ocorrida em 1914. Marta é uma velhota rubicunda simpática, com uma touca na cabeça. Curvada sobre um bordado, absorta em seu trabalho, interrompe-o de vez em quando para acariciar um gato preto enorme que dormita numa banqueta ao lado. Holmes está no fim de sua carreira e diz que Marta é a única criada que ficou com ele.
Watson descreve o relacionamento entre Holmes e a sra. Hudson na abertura do conto O Detetive Agonizante:

A sra. Hudson, senhoria de Sherlock Holmes, era dotada de uma paciência infinita. Não só seu apartamento do primeiro andar era invadido a toda hora por bandos de pessoas de aparência estranha e muitas vezes pouco recomendável, mas seu inquilino famoso [Holmes] mostrava uma extravagância e irregularidade de hábitos que deviam pôr sua paciência duramente à prova.
O desleixo incrível, a paixão pela música nas horas mais impróprias, os exercícios ocasionais de tiro ao alvo dentro do apartamento, as experiências científicas esquisitas e muitas vezes malcheirosas, e o clima de violência e perigo que o envolvia faziam de Sherlock Holmes o pior locatário de Londres. 
Em compensação, pagava um aluguel principesco e não tenho dúvida que todo o prédio poderia ser comprado com o dinheiro pago por Holmes durante o tempo em que morei com ele. A senhoria o tratava com respeito profundo e nunca se atreveria a chamá-lo à ordem, por mais inconveniente que sua conduta lhe parecesse. Tinha carinho por ele, pois Holmes era muito gentil e cortês no relacionamento com as mulheres.

No romance O Signo dos Quatro, a sra. Hudson solta gritos de indignação ao ver o bando de garotos maltrapilhos e de pés descalços, os Irregulares da Baker Street, subir as escadas e irromper na sala de estar de Holmes. No conto A Segunda Mancha leva numa bandeja a Sherlock Holmes o cartão de visita de uma mulher que vem consultá-lo.
Fica histérica quando Holmes reaparece em seu apartamento, no conto A Casa Vazia, pois o julgava morto nas cataratas de Reichenbach. No período em que o grande detetive esteve ausente, cuidou de seu apartamento e tudo estava numa ordem fora do comum quando ele voltou. Na tentativa do coronel Sebastian Moran para matar o grande detetive, muda a posição do boneco de cera que representa Holmes oito vezes, uma a cada quinze minutos. Mexe nele pela frente, de modo que sua sombra nunca seja vista.
Desempenha papel importante no conto O Detetive Agonizante. Vai procurar o dr. Watson, no segundo ano de sua vida de casado, alarmada com o estado de saúde de Holmes. "Há três dias piora a olhos vistos e não sei se passará desta noite. Há três dias não prova líquido e não come nada", diz ao médico companheiro do detetive.
Na aventura Um Escândalo na Boêmia Holmes diz a Watson que, "quando a sra. Turner trouxer a bandeja, eu lhe explico tudo", enquanto os dois se viram para comer a comida simples que a senhoria traz. Várias explicações têm sido dadas para esse nome. Teria sido um erro involuntário de Conan Doyle ou a sra. Turner estaria substituindo a sra. Hudson enquanto esta estava viajando ou de férias. 